# ادالاگره
ادالاگره (به انگلیسی: Adalagere) در هند است که در کارناتاکا واقع شده‌است.